# 克里米亞-剛果出血熱
克里米雅–剛果出血熱（Crimean–Congo hemorrhagic fever，簡稱CCHF），在中国称新疆出血热（Xinjiang hemorrhagic fever，簡稱XHF），是一種病毒導致的傳染性疾病。

## 症狀
此病之症狀包括發燒、肌肉痛、頭痛、嘔吐、腹瀉和皮膚瘀點，通常於暴露病原後2週內發病，可能造成肝衰竭等併發症。倖存者通常在發病後2週左右康復。

## 病因和診斷
克里米雅–剛果出血熱通常由蜱咬或接觸患病的家畜來傳染，患者通常為農民或屠宰場工作者。病毒也能透過體液接觸傳播。診斷則需偵測血液中的抗体、病毒RNA或病毒本身。此病為一種病毒性出血熱。

## 預防和治療
預防的方式主要為預防蜱咬；目前沒有商業化的疫苗。治療主要為支持性療法，利巴韦林（ribavirin）可能也有幫助。

## 流行病學和歷史
此病分佈於非洲、巴尔干半岛、中東和亞洲，通常會以區域流行（outbreak）的形式出現。2013年，伊朗、俄羅斯、土耳其和乌兹别克斯坦出現了約50例患者患者的死亡率介於10%到40%之間。
此病症最初在1940年代發現，1944年至1945年在蘇聯的克里米亞半島發生軍人群聚疫情，蘇聯的科學家首先識別了這個傳染病，命名為「克里米亞出血熱」，他們確定了它的病毒病因，但當時無法分離出這種病原體。1967年2月，美國昆蟲與病毒學家約翰·伍德爾（John P. Woodall）等人報告了此病毒，命名為「剛果病毒」。1973年，國際病毒分類委員會將此病毒正式定名為「克里米亞-剛果出血熱病毒」。